# Terry Sawchuk
Temple de la renommée : 1971
Terrance Gordon Sawchuk, dit Terry Sawchuk, (né le 28 décembre 1929 – mort le 31 mai 1970) est un gardien de but de hockey sur glace. Sa famille vient d'Ukraine mais il naît à Winnipeg au Canada. Après avoir débuté en attaquant, il s'impose rapidement en tant que gardien de but et remporte les titres de meilleur joueur recrue des différentes ligues dans lesquelles il évolue en 1948 (United States Hockey League), 1949 (Ligue américaine de hockey) et 1951 (Ligue nationale de hockey). En 1950, avec les Capitals d'Indianapolis, il remporte la Coupe Calder en finale des séries de la LAH.
Il joue pendant des années dans la LNH avec différentes équipes. Il débute ainsi avec les Red Wings de Détroit entre 1950 et 1955 et remporte alors avec eux trois coupes Stanley, en 1952, 1954 et 1955 ainsi que trois trophées Vézina du meilleur gardien des saisons. Il rejoint pendant deux ans les Bruins de Boston mais ne se fait pas à sa nouvelle équipe et retourne avec Détroit pour sept nouvelles saisons. En 1964, il signe avec les Maple Leafs de Toronto et c'est avec eux qu'il remporte sa dernière Coupe Stanley en 1967 aux côtés d'un autre vétéran : Johnny Bower.
En 1967, la LNH passe de 6 à 12 équipes et Sawchuk signe un contrat avec les Kings de Los Angeles. Il n'y passe qu'une saison avant de retourner avec les Red Wings de Détroit. Il joue sa dernière saison dans la LNH en 1969-1970 avec les Rangers de New York. Il meurt quelque temps après la fin de la saison à la suite de problèmes de santé et d'alcoolisme. Il est alors le gardien de l'histoire qui compte le plus grand nombre de victoires, de jeux blancs, de parties et de minutes jouées de toute l'histoire de la LNH.

## Biographie

### Son enfance
Terrance Gordon Sawchuk naît le 28 décembre 1929 d'une famille d'origine ukrainienne ; il grandit dans la ville de Winnipeg dans le Manitoba. Il est le troisième enfant de Louis et Anne qui auront deux autres enfants après lui dont Roger et Mike. Le premier des deux meurt alors que Terrance n'est encore qu'un bébé et le second quand il a 10 ans, Mike en a alors 17. Il commence sa carrière en tant qu'attaquant et finit meilleur buteur de son équipe de hockey bantam A. Quand le gardien de but quitte le club, l'entraîneur décide de confier le rôle à Sawchuk qui possède l'équipement de gardien de Mike. À l'âge de 12 ans, Sawchuk subit une fracture du coude droit, fracture qu'il ne dévoile ni à ses parents ni à son équipe de hockey. Il gardera un bras plus court que l'autre pour toute sa carrière.
Comme d'autres enfants du Canada, il joue au hockey l'hiver et au base-ball l'été. Il grandit en ayant comme modèle le gardien des Maple Leafs de Toronto, George Hainsworth, puis Chuck Rayner des Rangers de New York. À l'âge de 15 ans, Terrance Sawchuk est gardien principal de l'équipe des Rangers de Winnipeg ; il reçoit une offre des Black Hawks de Chicago mais son père refuse la proposition, l'équipe de Chicago n'ayant pas alors de bons résultats. Quelque temps plus tard, un recruteur des Red Wings de Détroit fait à son tour une proposition à la famille Sawchuk. Dans le même temps, il reçoit une offre de contrat par deux équipes de base-ball : les Cardinals de Saint-Louis et les Pirates de Pittsburgh. Finalement, la famille Sawchuk accepte la proposition des Red Wings.

### Ses débuts dans les ligues mineures
En 1947-1948, il joue au sein de plusieurs équipes différentes : les Spitfires de Windsor de l'Association de hockey de l'Ontario, les Hettche Spitfires de Windsor de la Ligue internationale de hockey et également avec les Knights d'Omaha de l'United States Hockey League. C'est avec cette dernière équipe qu'il joue le plus grand nombre de rencontres et reçoit à la fin de la saison le titre de meilleure recrue de l'USHL ; il est également sélectionné dans la seconde équipe d'étoile. Au cours de cette saison, lors d'une partie à Houston, il reçoit un coup de crosse de hockey dans l'œil droit ; dans un premier temps le docteur pense qu'il faut enlever l'œil avant de revenir sur sa décision.
Pour la saison 1948-1949, Terry Sawchuck monte d'un cran en jouant avec les Capitals d'Indianapolis de la Ligue américaine de hockey. Son équipe se classe deuxième de la division Ouest avant de perdre au premier tour des séries éliminatoires de la Coupe Calder en deux rencontres. Le jeune gardien de but, 18 ans, est une nouvelle fois mis en avant en recevant le trophée Dudley-« Red »-Garrett de la recrue de la saison de la LAH. Au cours de la saison suivante, il joue la majorité des rencontres dans la LAH avec les Capitals. Il profite d'une blessure du gardien principal des Red Wings, Harry Lumley, pour jouer ses sept premiers matchs de sa carrière dans la LNH. Il totalise alors quatre victoires, dont une par blanchissage le 15 janvier 1950 et trois défaites. Les Capitals se classent une nouvelle fois à la deuxième place de la saison régulière mais cette fois passent tous les tours pour jouer la finale de la Coupe Calder contre les Barons de Cleveland. Sawchuk et les siens remportent la finale en quatre rencontres sans accorder la moindre défaite.

### Les premières années avec Détroit

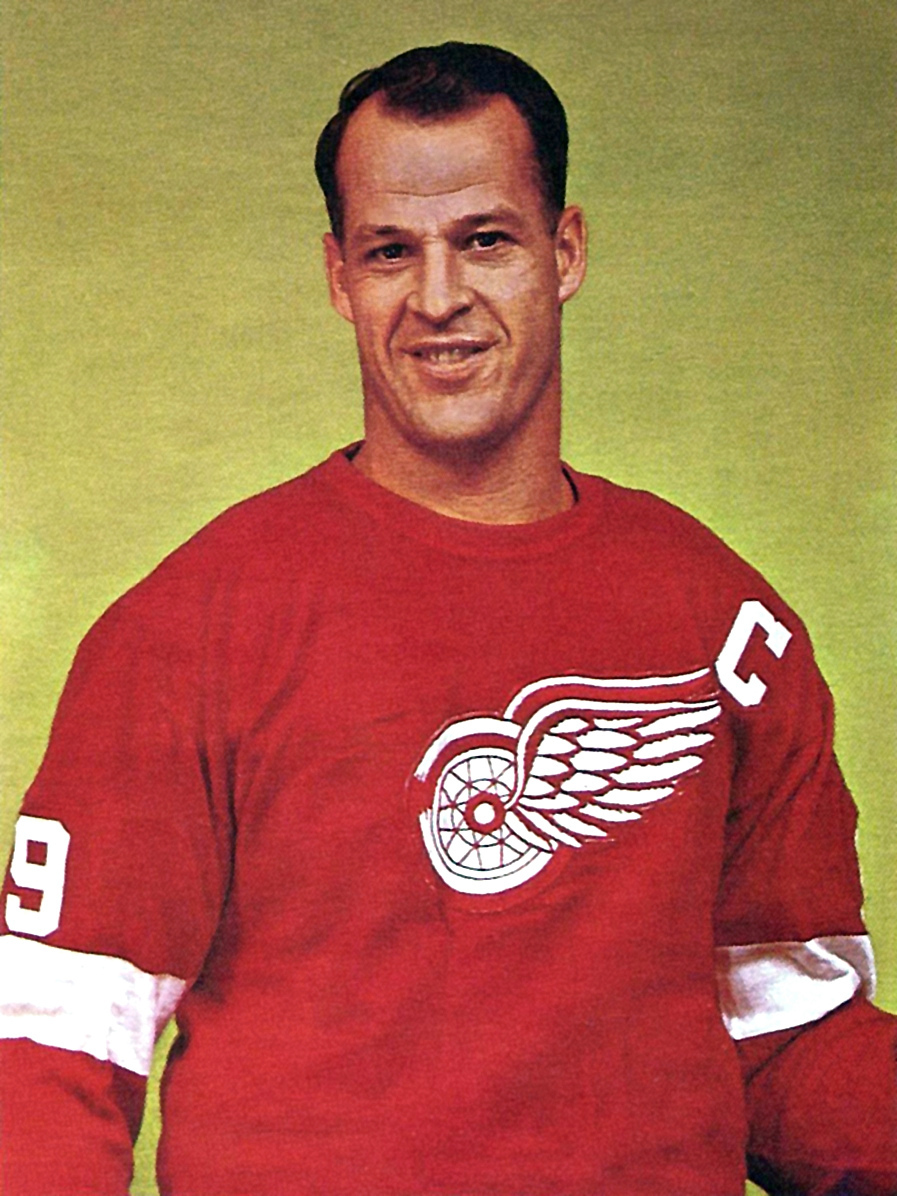
Gordie Howe joue aux côtés de Sawchuk pendant de nombreuses années.

Le directeur général de l'époque Jack Adams considère alors que Sawchuk perd son temps en jouant dans les ligues mineures et il décide d'échanger Lumley aux Black Hawks alors que ce dernier vient de lui permettre de remporter la Coupe Stanley. Dès le mois de janvier 1951, le jeune portier de Winnipeg est déjà pressenti pour recevoir le trophée Calder de la recrue de la saison 1950-1951 de la LNH. Une mercerie de Détroit cherchant à faire parler de lui décide d'offrir un chapeau pour chaque blanchissage réalisé par Sawchuk au cours de la saison ; il lui en donne finalement 11 au cours des 70 rencontres dont le dernier le 25 mars 1951, 5-0 contre les Canadiens de Montréal. Il est le gardien réussissant le plus de blanchissages au cours de la saison et également compte le plus grand nombre de victoires avec 44. Sans surprise, il reçoit le trophée Calder et est le premier joueur professionnel à être nommé meilleur joueur recrue dans trois ligues différentes,. Offensivement, les Red Wings sont menés par Gordie Howe, auteur de 86 points. La franchise de Détroit termine à la première place de la LNH mais sont éliminés dès le premier tour en six matchs par les Canadiens de Montréal, troisièmes au classement général.
Lors de la saison suivante, les Red Wings terminent une nouvelle fois en tête de la LNH. Sawchuk confirme sa bonne première saison en remportant encore une fois le plus grand nombre de rencontres, 44, tout en participant à tous les matchs de son équipe. Il est mis avant par la LNH et reçoit le trophée Vézina du meilleur gardien du circuit. Au cours des séries éliminatoires, les Red Wings éliminent au premier tour les Maple Leafs de Toronto ; il ne faut que quatre matchs à la franchise du Michigan pour s'imposer, dont deux blanchissages lors des matchs 1 et 2. Détroit est opposée à Montréal pour la finale 1952 ; les deux premiers matchs, joués à Montréal, tournent à l'avantage des visiteurs avec des victoires 3-1 et 2-1. Le troisième match de la finale se solde par un nouveau blanchissage de la part de Sawchuk avec une victoire 3-0. Sawchuk réalise un quatrième blanchissage lors d'une nouvelle victoire 3-0 lors du match numéro 4. Les Red Wings remportent ainsi la Coupe Stanley avec le plus petit nombre de matchs possibles alors que Sawchuk ne concède pas le moindre but à domicile. Il n'accorde au total que cinq buts pour une moyenne de buts alloués par rencontre de 0,63 et un pourcentage d'arrêts de 97,7 %, deux records de la LNH.
Les joueurs de Détroit continuent sur leur lancée lors de la saison 1952-1953. À la fin de la saison régulière, Howe totalise 95 points pour le plus haut total jamais atteint sur une saison dans la LNH alors que Sawchuk remporte son deuxième trophée du meilleur gardien. Les Red Wings sont éliminés dès le premier tour des séries en s'inclinant en six rencontres contre les Bruins de Boston. Au cours de l'été, il épouse Patricia Ann Bowman le 8 août 1953, ensemble, ils auront sept enfants. En 1953-1954, les Red Wings comptent un sixième titre consécutif de champion de la LNH avec Howe pour le trophée Art et Leonard « Red » Kelly qui est le premier récipiendaire du trophée James-Norris en tant que meilleur défenseur du circuit ; le trophée Vézina revient à Harry Lumley. Lors des séries éliminatoires 1954, l'équipe de Détroit élimine celle de Toronto en cinq rencontres puis remporte une nouvelle coupe Stanley en battant les Canadiens en sept rencontres, le dernier match se soldant par une victoire 2-1 des Red Wings grâce à un but en prolongation de Tony Leswick.
Les Red Wings finissent une nouvelle fois à la première place de la saison 1954-1955 mais avec seulement deux points d'avance sur les Canadiens de Montréal. Ces derniers étaient en tête quelques matchs avant la fin du calendrier mais à la suite d'une bagarre au cours d'une rencontre contre les Bruins de Boston, la vedette des Canadiens, Maurice Richard, est suspendu pour la fin de la saison et l'ensemble des séries éliminatoires. Les Red Wings remportent le premier tour des séries 1955 en quatre matchs sans partage contre les Maple Leafs. La finale de la Coupe oppose les deux meilleures formations de la saison, les Canadiens aux Red Wings et encore une fois, les joueurs de Détroit s'imposent en sept rencontres. Sawchuk retrouve sont trophée Vézina habituel même s'il manque plusieurs matchs sur blessures : perforation d'un poumon et déchirure de plusieurs tendons dans sa main.

### Un court passage avec les Bruins de Boston
Après cinq saisons passées au sein des Red Wings, Sawchuk compte 57 blanchissages, une moyenne de buts alloués inférieur à 2 et 4 trophées Vézina. Mais malgré tout, Sawchuk devient difficile à gérer aussi bien au sein de l'équipe, que dans les relations avec la presse ou même avec sa femme, Pat. Il arrive de plus en plus souvent aux entraînements sous l'emprise de l'alcool et répond souvent agressivement aux questions de la presse. Cependant, le 3 juin 1955, Le directeur des Red Wings, Adams, annonce à la surprise générale avoir échanger son gardien vedette afin de faire de la place à Glenn Hall ; il affirme alors ne pas avoir de place pour deux gardiens de haut niveau et qu'il a reçu une meilleure offre pour Sawchuk. Ce dernier rejoint ainsi les rangs des Bruins de Boston avec Marcel Bonin, Lorne Davis et Vic Stasiuk en retour de Gilles Boisvert, Réal Chevrefils, Norm Corcoran, Warren Godfrey et Ed Sandford. Le niveau de sa nouvelle équipe n'est pas le même que celui des Red Wings et les Bruins finissent la saison 1955-1956 avec 23 victoires et une cinquième place au classement. Ainsi malgré, 9 blanchissages et 22 victoires, Sawchuk déçoit la presse locale qui l'accuse d'avoir des problèmes d'alcool et manque pour la première fois de sa carrière les séries éliminatoires.
Au cours de sa deuxième saison avec les Bruins, Sawchuk débute de la meilleure des manières et fin décembre, il est en course pour un nouveau trophée Vézina et la presse parle même de lui comme un bon candidat au trophée Hart en tant que meilleur joueur de la LNH. Malheureusement pour lui, il attrape la mononucléose en est hospitalisé pour une durée prévisionnelle de plusieurs mois. Il est néanmoins de retour seulement trois semaines plus tard au sein de l'équipe mais ce retour prématuré ne lui réussit pas. Dans le même temps, sa femme demande le divorce et déprimé, il annonce arrêter sa saison en raison du stress trop important. Il ne joue ainsi que 34 rencontres lors de cette saison 1956-1957 et ne participe même pas aux séries 1957 alors que son équipe perd en finale après avoir éliminé Détroit au premier tour. Sawchuk retourne vivre à Détroit et redonne par la même occasion une seconde chance à son mariage alors que dans le même temps, Admas décide le faire revenir au sein de son équipe. Il échange ainsi Johnny Bucyk aux Bruins et Hall aux Rangers et déclare « When Terry Sawchuk is on his game, he's the best goalie in the world » — « Quand Terry Sawchuk est dans son match, il est le meilleur gardien au monde ».

### De retour avec Détroit
L'équipe de Détroit qu'il rejoint n'est plus la meilleure du circuit mais Sawchuk est en meilleure forme et participe aux 70 rencontres de son équipe de la saison 1957-1958. L'équipe termine à la troisième place du classement mais est éliminée dès le premier tour des séries par Montréal, en quatre matchs sans réplique. La saison 1958-1959 est une des pires de l'équipe depuis la saison 1937-1938 puisqu'elle ne parvient pas à se qualifier pour les séries avec la dernière place au classement même si Sawchuk est tout de même sélectionné au sein de la seconde équipe d'étoiles de la LNH. À la fin de la saison 1959-1960, les Red Wings parviennent à décrocher la dernière place qualificative pour les séries mais ils sont éliminés dès le premier tour en six rencontres par les Maple Leafs.
Après une nouvelle quatrième place à l'issue de la saison 1960-1961, l'équipe parvient à se défaire des Maple Leafs en demi-finale des séries éliminatoires avant d'être battus en six rencontres en finale par Chicago menés par leur joueur vedette Bobby Hull. La saison 1961-1962 est une nouvelle saison à oublier pour Détroit qui se classe cinquième et manque les séries. Avec une quatrième place en saison 1962-1963, l'équipe retrouve les séries et, comme deux ans plus tôt, joue la finale des séries éliminatoires, finale qu'ils perdent en cinq rencontres.
Au cours de la saison 1963-1964, Sawchuk décroche deux records de la LNH. Le 18 janvier, son équipe s'impose sur le score de 2-0 contre les Canadiens de Montréal et il compte alors le 95e blanchissage de sa carrière pour dépasser son idole de jeunesse : George Hainsworth. Quelques semaines plus tard, le 8 février 1964, il joue le 804e match de sa carrière dans la ligue et devient le gardien avec le plus grand nombre de matchs joués de l'histoire. L'équipe termine quatrième de la LNH et joue les demi-finales des séries contre Chicago. Les joueurs de Détroit atteignent la finale de la Coupe Stanley et au bout de cinq matchs, ils ne sont plus qu'à une victoire de leur huitième Coupe Stanley mais leurs adversaires, les Maple Leafs, s'imposent en prolongation pour forcer la tenue d'un septième match. Le dernier match n'est pas à l'image de la série alors que Toronto l'emporte sur le score de 4 buts à 0, pour une troisième Coupe Stanley consécutive. L'ensemble de l'équipe décide de nommer Sawchuk meilleur joueur de la saison mais encore une fois, cette performance est suivie par une déception pour le portier originaire de Winnipeg puisqu'il n'est pas conservé par son équipe et devient agent libre puis le 10 juin 1964, il rejoint les Maple Leafs de Toronto sous l'impulsion de leur directeur général, George « Punch » Imlach.

### Une dernière coupe avec Toronto

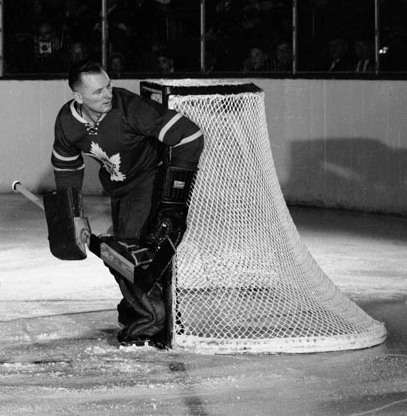
Sawchuk rejoint Johnny Bower et les Maple Leafs de Toronto en 1964.

Sawchuk rejoint donc l'équipe triple championne en titre qui s'appuie dans les buts sur le vétéran, Johnny Bower, alors âgé de 39 ans. L'équipe termine saison 1964-1965 à la quatrième place du classement en raison d'un grand nombre de blessures puis perd au premier tour des séries contre Montréal en six rencontres. Les deux gardiens se partagent de manière équitable les rencontres puisque Sawchuk joue 36 rencontres et Bower 34 de la saison régulière. Au cours des séries, Bower joue cinq rencontres contre une seule pour le nouveau Maple Leafs. Ils sont tout de même mis en avant en recevant de manière conjointe le trophée Vézina.
Le duo se partage une nouvelle fois le travail dans les buts de Toronto pour la saison suivante alors que les Maple Leafs, troisièmes de la saison régulière, sont blanchis en quatre matchs au premier tour des séries par Montréal. L'équipe met en place une alternance à trois gardiens pour la saison 1966-1967 avec l'ajout de Bruce Gamble, les trois portiers jouant une vingtaine de rencontres chacun. Le 4 mars 1967, Sawchuk réalise le centième blanchissage de sa carrière contre Chicago sur le score de 3-0,.
Troisièmes de la LNH à l'issue de la saison régulière, les joueurs de Toronto joue le premier tour des Coupe séries éliminatoires 1967 contre l'équipe de Chicago, la meilleure de la saison régulière. Sawchuk joue la quasi-totalité des rencontres de son équipe, ne laissant sa place qu'au cours du deuxième match à Bower.Toronto bat l'équipe de Chicago en six rencontres et joue la finale contre Montréal. Les Canadiens s'imposent lors du premier sur le score de 6-2 alors que Sawchuk laisse les buts à Bower à 15 minutes de la fin. Ce dernier est aligné pour le deuxième match de la finale et permet aux Maple Leafs de s'imposer sur le score de 3-0 puis pour le suivant, une nouvelle victoire 3-2 en prolongation. Le vétéran de 42 ans se blesse au cours de l'échauffement avant le quatrième but et Sawchuk est de retour dans les buts de Toronto. Encore une fois, il accord six buts alors que Montréal égalise à deux matchs partout dans la série.
Le cinquième match de la finale débute mieux pour Sawchuk qui parvient à faire un arrêt décisif dès les premières minutes de matchs. Finalement, il est désigné meilleur joueur du match alors que son équipe s'impose 4-1 et n'est plus qu'à une victoire du titre. La sixième rencontre de la finale a lieu le 2 mai 1967 et Sawchuk frustre les Canadiens en arrêtant tous leurs lancers au cours des deux premiers tiers-temps. Dans le même temps, Ron Ellis puis Jim Pappin inscrivent deux buts pour Toronto. Au début de la dernière période, Dick Duff réduit l'écart mais dans la dernière minute, George Armstrong profite de la sortie de Gump Worsley pour inscrire un troisième but dans le filet déserté. Toronto remporte ainsi la Coupe Stanley avec un effectif avec une moyenne âge de 31 ans.

### Fin de carrière
Comme bien souvent depuis des années, à la suite de cette conquête d'une nouvelle Coupe Stanley, Sawchuk réfléchit sérieusement à mettre fin à sa carrière. En effet, la Ligue nationale de hockey passe de six franchises à douze au cours de l'été 1967 et les nouvelles équipes ont alors la possibilité de choisir parmi les joueurs non protégés par les franchises originales. La LNH organise ainsi un repêchage d'expansion et les Maple Leafs décident de protéger Bower et donc de laisser Sawchuk sans protection. Ce dernier est sollicité en tant que tout premier joueur par les Kings de Los Angeles et il accepte un contrat de deux ans pour un montant de 40 000 dollars par saison.
Les plus belles années de Sawchuk sont en réalité derrière lui alors que son équipe se classe deuxième de la division Ouest, la division des nouvelles équipes. Le format des séries éliminatoires change également avec l'ajout des six équipes et un tour de quarts-de-finale est mis en place. Les North Stars du Minnesota battent les Kings au cours de ce premier tour en sept rencontres. Après cette saison décevante, il est échangé le 10 octobre 1968 aux Red Wings de Détroit où il devient le troisième gardien de l'équipe derrière Roy Edwards et Roger Crozier. Il joue 13 rencontres seulement au cours de la saison 1968-1969 alors que son équipe manque les séries.
Sawchuk pense mettre fin à sa carrière mais après avoir divorcé de sa femme, il lui doit une pension alimentaire pour les sept enfants qu'ils ont eu ensemble et il accepte finalement de signer un contrat pour la saison 1969-1970 avec les Rangers de New York. Il est le deuxième gardien de l'équipe derrière Eddie Giacomin et ne joue que 8 rencontres afin de reposer le gardien principal de l'équipe. Il parvient tout de même à décrocher son 103e et dernier blanchissage de sa carrière contre les Penguins de Pittsburgh 6-0. Les Rangers se qualifient pour les séries éliminatoires 1970 mais sont éliminés dès le premier tour par les Bruins en six rencontres.
La saison est particulièrement compliquée pour Sawchuk qui boit de plus en plus et s'isole de la même manière. Après la fin de la saison, le 29 avril 1970, à la suite d'un repas avec son coéquipier et colocataire, Ron Stewart, les deux joueurs de disputent puis se battent. Au cours de cette bagarre, Sawchuk reçoit un coup à l'estomac. Selon les sources, la blessure est faite par un coup de genou ou lors d'une chute sur une grille de barbecue,. Il est conduit d'urgence à  l'hôpital où sa rate lui est retirée. Au cours du mois qui suit, il est opéré à plusieurs reprises mais ne parvient jamais à se remettre ; il meurt le 31 mai 1970. Stewart déclare par la suite à son propos : « Il était gentil comme un mouton à jeun, mais détestable avec un verre derrière la cravate. Il cherchait alors noise à tout le monde ».

### Hommages d'après carrière
Malgré ses dernières années et tous ses problèmes d'alcool et de santé, Sawchuk a marqué l'histoire du hockey : il compte alors le plus grand nombre de victoires, de jeux blancs, de parties et de minutes jouées de toute l'histoire de la LNH. Il faudra attendre 2010 et Martin Brodeur pour voir un gardien de but dépasser les 103 blanchissages en carrière. En 1971, Sawchuk reçoit à titre posthume le trophée Lester-Patrick pour ses services rendus au monde du hockey. Sans observer la période d'attente habituelle de trois ans, il est également intronisé au Temple de la renommée du hockey cette même année. Le 6 mars 1994, les Red Wings de Détroit décident de mettre en avant sa carrière exceptionnelle et le 1, qu'il a porté toute sa carrière, est retiré en son honneur. Howe déclare « The Uke (Sawchuk) was the best goalie I ever saw, Everything that a goalie should be!" » — « Uke était le meilleur gardien que j'ai jamais vu, tout ce qu'un gardien doit être ».
En 1997, The Hockey News célèbre son 50e anniversaire en publiant une liste des 50 meilleurs joueurs de tous les temps de la LNH. Ce classement est le résultat de votes d'un jury constitué de directeurs généraux passés et actuels, d'entraîneurs et de joueurs ainsi que de membres reconnus des médias consacrés au hockey. Terrance Sawchuk est neuvième du classement après Wayne Gretzky, Bobby Orr, Gordie Howe, Mario Lemieux, Maurice Richard, Doug Harvey, Jean Béliveau et Bobby Hull.

## Statistiques
| Saison     | Équipe                  | Ligue      |     | Saison régulière | Saison régulière | Saison régulière | Saison régulière | Saison régulière | Saison régulière | Saison régulière | Saison régulière | Saison régulière | Saison régulière |    | Séries éliminatoires | Séries éliminatoires | Séries éliminatoires | Séries éliminatoires | Séries éliminatoires | Séries éliminatoires | Séries éliminatoires | Séries éliminatoires | Séries éliminatoires |
| Saison     | Équipe                  | Ligue      | PJ  | V                | D                | Pr/N             | Min              | BC               | Moy              | % Arr            | Bl               | Pun              | PJ               | V  | D                    | Min                  | BC                   | Moy                  | % Arr                | Bl                   | Pun                  |                      |                      |
| 1947-1948  | Spitfires de Windsor    | LIH        | 3   | 3                | 0                | 0                | 180              | 5                | 1,67             |                  | 0                |                  | —                | —  | —                    | —                    | —                    | —                    | —                    | —                    | —                    |                      |                      |
| 1947-1948  | Knights d'Omaha         | USHL       | 54  | 30               | 18               | 5                | 3248             | 174              | 3,21             |                  | 4                |                  | 3                | 1  | 2                    | 180                  | 9                    | 3                    |                      | 0                    |                      |                      |                      |
| 1948-1949  | Capitals d'Indianapolis | LAH        | 67  | 38               | 17               | 2                | 4020             | 205              | 3,06             |                  | 2                |                  | 2                | 0  | 2                    | 120                  | 9                    | 4,5                  |                      | 0                    |                      |                      |                      |
| 1949-1950  | Red Wings de Détroit    | LNH        | 7   | 4                | 3                | 0                | 420              | 16               | 2,29             |                  | 1                |                  | —                | —  | —                    | —                    | —                    | —                    | —                    | —                    | —                    |                      |                      |
| 1949-1950  | Capitals d'Indianapolis | LAH        | 61  | 31               | 20               | 10               | 3660             | 188              | 3,08             |                  | 3                |                  | 8                | 8  | 0                    | 480                  | 12                   | 1,5                  |                      | 0                    |                      |                      |                      |
| 1950-1951  | Red Wings de Détroit    | LNH        | 70  | 44               | 13               | 13               | 4200             | 139              | 1,99             |                  | 11               |                  | 6                | 2  | 4                    | 463                  | 13                   | 1,68                 |                      | 1                    |                      |                      |                      |
| 1951-1952  | Red Wings de Détroit    | LNH        | 70  | 44               | 14               | 12               | 4200             | 133              | 1,9              |                  | 12               |                  | 8                | 8  | 0                    | 480                  | 5                    | 0,63                 |                      | 4                    |                      |                      |                      |
| 1952-1953  | Red Wings de Détroit    | LNH        | 63  | 32               | 15               | 16               | 3780             | 120              | 1,9              |                  | 9                |                  | 6                | 2  | 4                    | 372                  | 21                   | 3,39                 |                      | 1                    |                      |                      |                      |
| 1953-1954  | Red Wings de Détroit    | LNH        | 67  | 35               | 19               | 13               | 4004             | 129              | 1,93             |                  | 12               |                  | 12               | 8  | 4                    | 751                  | 20                   | 1,6                  |                      | 2                    |                      |                      |                      |
| 1954-1955  | Red Wings de Détroit    | LNH        | 68  | 40               | 17               | 11               | 4040             | 132              | 1,96             |                  | 12               |                  | 11               | 8  | 3                    | 660                  | 26                   | 2,36                 |                      | 1                    |                      |                      |                      |
| 1955-1956  | Bruins de Boston        | LNH        | 68  | 22               | 33               | 13               | 4080             | 177              | 2,6              |                  | 9                |                  | —                | —  | —                    | —                    | —                    | —                    | —                    | —                    | —                    |                      |                      |
| 1956-1957  | Bruins de Boston        | LNH        | 34  | 18               | 10               | 6                | 2040             | 81               | 2,38             |                  | 2                |                  | —                | —  | —                    | —                    | —                    | —                    | —                    | —                    | —                    |                      |                      |
| 1957-1958  | Red Wings de Détroit    | LNH        | 70  | 29               | 29               | 12               | 4200             | 206              | 2,94             |                  | 3                |                  | 4                | 0  | 4                    | 252                  | 19                   | 4,52                 |                      | 0                    |                      |                      |                      |
| 1958-1959  | Red Wings de Détroit    | LNH        | 67  | 23               | 36               | 8                | 4020             | 207              |                  |                  | 5                |                  | —                | —  | —                    | —                    | —                    | —                    | —                    | —                    | —                    |                      |                      |
| 1959-1960  | Red Wings de Détroit    | LNH        | 58  | 24               | 20               | 14               | 3480             | 155              | 2,65             |                  | 5                |                  | 6                | 2  | 4                    | 405                  | 20                   | 2,96                 |                      | 0                    |                      |                      |                      |
| 1960-1961  | Red Wings de Détroit    | LNH        | 37  | 12               | 16               | 8                | 2150             | 112              | 3,13             |                  | 2                |                  | 8                | 5  | 3                    | 465                  | 18                   | 2,32                 |                      | 1                    |                      |                      |                      |
| 1961-1962  | Red Wings de Détroit    | LNH        | 43  | 14               | 21               | 8                | 2580             | 141              | 3,28             |                  | 5                |                  | —                | —  | —                    | —                    | —                    | —                    | —                    | —                    | —                    |                      |                      |
| 1962-1963  | Red Wings de Détroit    | LNH        | 48  | 22               | 16               | 7                | 2781             | 118              | 2,55             |                  | 3                |                  | 11               | 5  | 6                    | 660                  | 35                   | 3,18                 |                      | 0                    |                      |                      |                      |
| 1963-1964  | Red Wings de Détroit    | LNH        | 53  | 25               | 20               | 7                | 3140             | 138              | 2,64             |                  | 5                |                  | 13               | 6  | 5                    | 677                  | 31                   | 2,75                 |                      | 1                    |                      |                      |                      |
| 1964-1965  | Maple Leafs de Toronto  | LNH        | 36  | 17               | 13               | 6                | 2160             | 92               | 2,56             |                  | 1                |                  | 1                | 0  | 1                    | 60                   | 3                    | 3                    |                      | 0                    |                      |                      |                      |
| 1965-1966  | Maple Leafs de Toronto  | LNH        | 27  | 10               | 11               | 3                | 1521             | 80               | 3,16             |                  | 1                |                  | 2                | 0  | 2                    | 120                  | 6                    | 3                    |                      | 0                    |                      |                      |                      |
| 1966-1967  | Maple Leafs de Toronto  | LNH        | 28  | 15               | 5                | 4                | 1409             | 66               | 2,81             |                  | 2                |                  | 10               | 6  | 4                    | 565                  | 25                   | 2,65                 |                      | 0                    |                      |                      |                      |
| 1967-1968  | Kings de Los Angeles    | LNH        | 36  | 11               | 14               | 6                | 1936             | 99               | 3,07             |                  | 2                |                  | 5                | 2  | 3                    | 280                  | 18                   | 3,86                 |                      | 1                    |                      |                      |                      |
| 1968-1969  | Red Wings de Détroit    | LNH        | 13  | 3                | 4                | 3                | 641              | 28               | 2,62             |                  | 0                |                  | —                | —  | —                    | —                    | —                    | —                    | —                    | —                    | —                    |                      |                      |
| 1969-1970  | Rangers de New York     | LNH        | 8   | 3                | 1                | 2                | 412              | 20               | 2,91             |                  | 1                |                  | 3                | 0  | 1                    | 80                   | 6                    | 4,5                  |                      | 0                    |                      |                      |                      |
| Totaux LNH | Totaux LNH              | Totaux LNH | 971 | 447              | 330              | 172              | 57194            | 2389             | 2,51             |                  | 103              |                  | 106              | 54 | 48                   | 6290                 | 266                  | 2,54                 |                      | 12                   |                      |                      |                      |

## Honneurs et trophées
- United States Hockey League
  - Recrue de l'année : 1947-1948
  - Seconde équipe d'étoiles : 1947-1948
- Ligue américaine de hockey
  - Recrue de l'année : 1948-1949
  - Première équipe d'étoiles : 1949-1950
  - Coupe Calder : 1950
- Ligue nationale de hockey
  - Trophée Calder : 1951

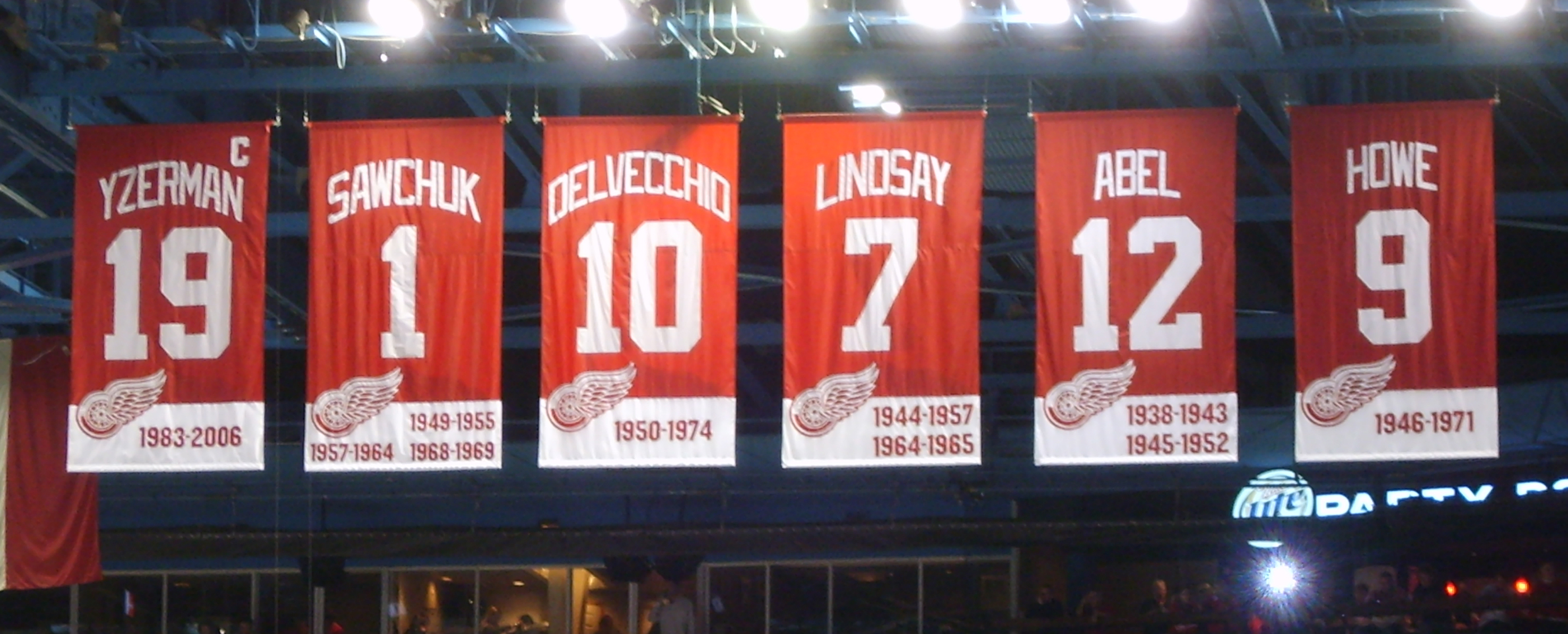
Les numéros retirés par les Red Wings de Détroit : Steve Yzerman, Sawchuk, Alex Delvecchio, Ted Lindsay, Sid Abel et Gordie Howe.

  - Trophée Vézina : 1952, 1953, 1955 et 1965
  - Trophée Lester-Patrick : 1971
  - Première équipe d'étoiles : 1951, 1952 et 1953
  - Seconde équipe d'étoiles : 1954, 1955, 1959 et 1963
  - Coupe Stanley : 1952, 1954, 1955 et 1967
  - Temple de la renommée du hockey : 1971
  - Son numéro 1 est retiré par Détroit en 1994
  - Nommé parmi les 100 plus grands joueurs de la LNH à l'occasion du centenaire de la ligue[41] : 2017